# Адеойе, Маргарет
Маргарет Адеойе — британская легкоатлетка, которая специализируется в беге на короткие дистанции. Бронзовая призёрка чемпионата мира 2013 года в составе эстафетной команды 4×400 метров. На олимпийских играх 2012 года выступала на дистанции 200 метров, на которой дошла до полуфинала.
Тренируется у Линфорда Кристи.